# Jan Steverlynck
Joannes (Jan) Balthazar Leo Steverlynck (Kortrijk, 8 juli 1955) is een voormalig Belgisch senator.

## Biografie
Jan Steverlynck is een zoon van Antoon Steverlynck, die staatssecretaris voor Landbouw en Middenstand, volksvertegenwoordiger en burgemeester van Vichte en Anzegem was. Hij is getrouwd met Jolanta Kokoszko en ze hebben twee kinderen.
Hij promoveerde tot doctor in de rechten aan de Katholieke Universiteit Leuven, tot Master of Comparative Law aan de Universiteit van Illinois en tot licentiaat in overheidsmanagement aan de Vlerick School.
Beroepshalve werd hij in 1981 directielid van SVMB, later Zenito Sociaal Verzekeringsfonds, waar hij eerder vanaf 1978 actief was als juridisch adviseur. Hij werd in 1995 gedelegeerd bestuurder van Zenito. In 2018 fuseerde Zenito samen met twee andere dienstengroepen, ADMB en Provinko, tot Liantis, waarvan Steverlynck tot aan zijn 70ste verjaardag in 2025 bestuurs- en directielid werd.
Jarenlang was hij actief in diverse organisaties die zich om de belangen van de zelfstandigen en middenstanders bekommeren. Hij was onder meer van 1991 tot 1995 secretaris-generaal en van 1995 tot 1999 gedelegeerd bestuurder van NCMV, voorloper van de Unie van Zelfstandige Ondernemers (UNIZO). Daarnaast was hij van 1994 tot 2001 ondervoorzitter van de Landsbond van de Christelijke Mutualiteiten. 
In 2012 werd hij voorzitter van het Algemeen Beheerscomité voor het sociaal statuut der zelfstandigen (ABC), functie die hij reeds uitoefende van 1997 tot 1999. In 2024 volgde Johan Bortier hem in deze functie op.

### Politieke loopbaan
Steverlynck werd in navolging van zijn vader politiek actief voor de CVP en opvolger CD&V. Hij begon zijn politieke carrière in 1989 als gemeenteraadslid van Anzegem, een mandaat dat hij uitoefende tot eind 2012. Van 1995 tot 2000 was hij er eerste schepen. Gedurende die periode was hij ook ondervoorzitter van Leiedal, een intercommunale voor ruimtelijke ordening en economische expansie.
Steverlynck zetelde van februari 2001 tot mei 2003 en van juli 2004 tot juni 2007 als rechtstreeks gekozen senator in de Senaat, respectievelijk als opvolger van respectievelijk Jean-Luc Dehaene en Stefaan De Clerck. Als senator zetelde hij in de commissie Financiën en Economische Aangelegenheden en van 2001 tot 2003 tevens in de commissie Justitie.